# Hemigrammus unilineatus
Hemigrammus unilineatus és una espècie de peix de la família dels caràcids i de l'ordre dels caraciformes.

## Morfologia
- Els mascles poden assolir 5,3 cm de llargària total.[2]

## Alimentació
Menja crustacis petits, insectes i mol·luscs.

## Hàbitat
Viu a àrees de clima tropical entre 23 °C i 28 °C de temperatura.

## Distribució geogràfica
Es troba a l'Illa de Trinitat, rius costaners de Veneçuela, rius de la Guaiana, Surinam i la Guaiana Francesa, i les conques dels rius Amazones i Guaporé.

## Costums
És un peix gregari i no agressiu que es reprodueix amb facilitat en captivitat.